# Resident Alien (serie televisiva)
Resident Alien è una serie televisiva statunitense, basata sull'omonimo fumetto creato da Peter Hogan e Steve Parkhouse, che ha debuttato negli Stati Uniti il 27 gennaio 2021 su Syfy.
La serie è stata rinnovata per una seconda stagione, trasmessa dal 26 gennaio 2022; successivamente è stata rinnovata per una terza e per una quarta e ultima stagione, trasmesse rispettivamente nel 2024 e nel 2025.

## Trama
Dopo un atterraggio di fortuna sulla Terra, un alieno assume l'identità di Harry, un medico che ha una casa vacanze in una piccola città del Colorado. Arrivato con la missione segreta di distruggere l'umanità, Harry inizia a vivere una vita semplice ma le cose si complicano quando è costretto a risolvere un omicidio locale e diventare il medico della cittadina. Pian piano si rende conto che ha bisogno di assimilarsi al suo nuovo mondo e, mentre lo fa, inizia a lottare con il dilemma morale della sua missione e inizia a porsi delle domande sul comportamento degli esseri umani.

## Episodi
| Stagione         | Episodi | Prima TV USA | Prima TV Italia |
| ---------------- | ------- | ------------ | --------------- |
| Prima stagione   | 10      | 2021         | 2021            |
| Seconda stagione | 16      | 2022         | 2022            |
| Terza stagione   | 8       | 2024         | inedita         |
| Quarta stagione  | 10      | 2025         | inedita         |

## Cast e personaggi

### Personaggi principali
- Capitano Hah Re / Dr. Harry Vanderspeigle, interpretato da Alan Tudyk (e da Keith Arbuthnot come stuntman) e doppiato da Christian Iansante: un essere androgino, umanoide, simile a un octopodiforme, che ha ucciso e rubato l'identità al Dottor Harry Vanderspeigle.
- Asta Twelvetrees, interpretata da Sara Tomko e doppiata da Angela Brusa: è l'infermiera assistente del medico cittadino.
- Sceriffo Mike Thompson, interpretato da Corey Reynolds e doppiato da Francesco Pezzulli: lo sceriffo della città, che si fa chiamare "Big Black".
- Vicesceriffo Liv Baker, interpretata da Elizabeth Bowen e doppiata da Francesca Guadagno: la vicesceriffo della città, che spesso si fa calpestare da Thompson.
- D'arcy Bloom, interpretata da Alice Wetterlund e doppiata da Federica De Bortoli: la proprietaria del bar della città.
- Sindaco Ben Hawthorne, interpretato da Levi Fiehler e doppiato da Emanuele Ruzza: il giovane sindaco della città, padre di Max e marito di Kate.
- Max Hawthorne, interpretato da Judah Prehn e doppiato da Alberto Vannini: il figlio del sindaco Ben, vede "Harry" con il suo vero aspetto da alieno.

### Personaggi ricorrenti
- Kate Hawthorne, interpretata da Meredith Garretson e doppiata da Isabella Benassi: moglie del sindaco Ben e madre di Harry.
- Jay, interpretata da Kaylayla Renie e doppiata da Veronica Benassi: ragazza svogliata che lavora alla clinica di Asta.
- Gen. McCallister, interpretata da Linda Hamilton e doppiata da Rossella Izzo: generale dei servizi segreti che ha il compito di trovare l'alieno.
- Ag. Lisa Casper, interpretata da Mandell Maughan, doppiata da Maria Letizia Scifoni: agente dei servizi segreti che collabora con la generale McCallister.
- Ten. David Logan, interpretato da Alex Barima, doppiato da Gabriele Patriarca: tenente dei servizi segreti che collabora con la generale McCallister.
- Judy Cooper, interpretata da Jenna Lamia e doppiata da Giuppy Izzo: donna che vive nella città e che lavora al bowling
- Dan Twelvetress, interpretato da Gary Farmer e doppiato da Roberto Fidecaro: padre di Asta, non si fida di Harry.
- Sahar, interpretata da Gracelyn Awad Rinke e doppiata da Sara Ciocca: amica di Max che lo aiuta nello smascherare l'alieno.
- Jimmy, interpretato da Ben Cotton e doppiato da Gabriele Tacchi: ex marito violento di Asta.
- Isabelle Vanderspeigle. interpretata da Elvy Yost, doppiata da Valentina Mari: ex moglie di Harry nel suo passato che ricompare in città.

## Produzione

### Sviluppo
Il 31 maggio 2018, Syfy annunciò di aver ordinato un episodio pilota per l'adattamento televisivo di Resident Alien, con Chris Sheridan come creatore e prodotta da Universal Cable Productions, Dark Horse Entertainment e Amblin Television. Il 28 febbraio 2019, Syfy ha approvato l'inizio della produzione a Vancouver, con David Dobkin regista del pilot e produttore esecutivo della serie.

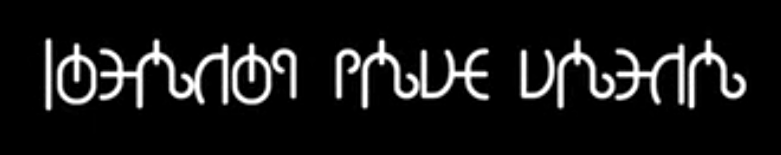
Il fotogramma del primo episodio, in cui è scritto "Quattro mesi fa".

Per le scritte in lingua aliena, la produzione ha scelto di usare l'esperanto scritta al contrario.

### Casting
Il 20 settembre 2018, Alan Tudyk è stato annunciato come interprete del personaggio principale, il Capitano Hah Re/Dr. Harry Vanderspeigle nell'episodio pilota, affiancato da Sara Tomko, Corey Reynolds, Alice Wetterlund e Levi Fiehler. Il 31 gennaio 2020, Linda Hamilton, Mandell Maughan, e Alex Barima sono stati ingaggiati per ruoli ricorrenti nella serie. Il 12 febbraio 2020, Elizabeth Bowen è stata annunciata come interprete del vice sceriffo Liv Baker.

## Distribuzione
Il 13 febbraio 2020 Syfy annunciò la distribuzione della serie per l'estate 2020, ma il 9 ottobre 2020 la trasmissione è stata spostata a gennaio 2021. La serie è andata in onda dal 27 gennaio 2021. A marzo del 2021 è stata rinnovata per una seconda stagione, trasmessa dal 26 gennaio 2022. In Italia la serie va in onda dal 3 maggio 2021 in prima visione assoluta su Rai 4, con un doppio episodio ogni lunedì in prima serata. Il 1 marzo 2024 la prima stagione è stata pubblicata sulla piattaforma Netflix. È stata prodotta anche una terza stagione ma al momento rimane inedita in Italia. La quarta e ultima stagione è stata distribuita negli Stati Uniti nel 2025.

## Accoglienza

### Critica
Il sito aggregatore di recensioni Rotten Tomatoes ha un indice di gradimento del 93% basato su 28 recensioni, con un punteggio medio di 7.5/10 Metacritic riporta un punteggio di 70/100 basato su 15 recensioni.